# سقوط حران
يشير سقوط حران إلى حصار مدينة حران الآشورية من قبل الإمبراطوريات الميديين والبابليين والاستيلاء عليها فيما بعد.

## الخلفية
كانت الإمبراطورية الآشورية الحديثة، منذ العام 639 قبل الميلاد، تعاني من تراجع قوتها، وبلغ هذا ذروته في الغزو البابلي والميدي لأراضيها. سقطت مدينة عرفة في 615 قبل الميلاد، تلتها آشور في 614 قبل الميلاد، وأخيرا نينوى، العاصمة الجديدة لآشور في العام 612 قبل الميلاد. ومع المجازر الوحشية التي أعقبت ذلك، فقد عاش الآشوريون ككيان سياسي وهربوا إلى حران تحت حكم ملكهم الجديد، آشور أوباليط الثاني. لقد لفت إنشاء حران كعاصمة للآشوريين انتباه الملك البابلي نبوبولاسر وملك الميديين سياخريس، اللذان عقدا العزم على تدمير الخطر الآشوري المتجدد إلى الأبد.

## الحصار
لا توجد سجلات الآشورية بعد 610 ق.م. وهو التاريخ المفترض للحصار. استمر الحصار لمدة عام آخر قبل سقوط المدينة في عام 609 قبل الميلاد. لا يُعرف الكثير عن الحصار نفسه - يُفترض أن آشور أوبيتيت الثاني قُتل في المعركة.

## العواقب
مع سقوط حران، توقفت الإمبراطورية الآشورية عن الوجود كدولة. التقى بقايا جيش الإمبراطورية الآشورية السابقة مع القوات المصرية التي انتصرت في مجدو. وفي عام 605 قبل الميلاد، نجح البابليون مرة أخرى، حيث هزموا المصريين بجانب جزء من جيش آشور السابق في كركميش، منهين التدخل المصري في الشرق الأدنى.